# Bùi Thanh Khiết
Bùi Thanh Khiết (30 tháng 12 năm 1924 – 7 tháng 1 năm 1984)  nguyên Trưởng Ban Khoa giáo Trung ương. Chủ nhiệm Ủy ban Khoa học và Kỹ thuật Quốc hội, Thứ trưởng Bộ Giáo dục và Đạo tạo, nguyên Phó Chủ nhiệm Chính trị Quân giải phóng miền Nam Việt Nam. Huân chương Hồ Chí Minh.
Ông quê tại xã Tân An, huyện Cao Lãnh, tỉnh Sa Đéc (nay là xã Mỹ Tân thuộc thành phố Cao Lãnh, tỉnh Đồng Tháp)

## Tham gia Quân đội
Ông tham gia Quân đội từ năm 1945, chiến đấu tại chiến trường miền Đông và Tây Nam Bộ.
Từ năm 1947 đến năm 1954, ông lần lượt giữ các chức vụ Trưởng phòng Chính trị Bộ tư lệnh Khu 7, Trưởng phòng Chính Bộ Tư lệnh Khu 8, Trưởng phòng Chính trị Tỉnh đội Long Châu Hà.
Năm 1955, tập kết ra Bắc, ông là Chính ủy Trung đoàn rồi Phó Chủ nhiệm Chính trị Đại đoàn 330 – Cửu Long.
Năm 1964, ông trở về miền Nam tham gia đánh Mỹ, trải qua các cương vị Phó Chính ủy Quân khu 7, Phó Chính ủy Quân khu 8 và tham gia Khu ủy Khu 8.
Trong các năm 1973 – 1974, ông là Phó trưởng Đoàn đại biểu Quân sự Chính phủ lâm thời Cộng hòa miền Nam Việt Nam trong Ban liên hợp Quân sự bốn bên tại trại David.
Trước khi bước vào Chiến dịch Hồ Chí Minh, ông được cử giữ chức vụ Phó Chủ nhiệm Cục Chính trị Quân giải phóng miền Nam Việt Nam, hàm Đại tá Quân đội Nhân dân VN; tham gia Ủy ban Quân quản Sài Gòn – Gia Định , phụ trách khối dân vận.

## Công tác dân sự
Đất nước thống nhất, ông chuyển ngành làm Giám đốc Sở Giáo dục và Đào tạo Thành phố Hồ Chí Minh, rồi được bổ nhiệm chức vụ Thứ trưởng Bộ Giáo dục và Đạo tạo kiêm Bí thư Đảng Đoàn Bộ vào cuối năm 1976.
Tại Đại hội Ban Chấp hành Trung ương Đảng Khóa IV, ông được bầu làm Ủy viên Dự khuyết Trung ương, lần lượt đảm nhiệm các chức vụ Trưởng ban Khoa giáo Trung ương. Bùi Thanh Khiết còn là Đại biểu Quốc hội Khóa VII, Chủ nhiệm Ủy ban Khoa học và Kĩ thuật Quốc hội (1981).
Ngoài ra, ông còn là Trưởng ban Thư ký, Ủy ban Cải cách Giáo dục Trung ương, Chủ tịch Hội đồng Đào tạo, Bồi dưỡng và Phân phối Cán bộ Khoa học Kĩ thuật Trung ương.
• Ông mất ngày 7 tháng 1 năm 1984 tại Thành phố Hồ Chí Minh.

## Khen thưởng
Ông được Nhà nước tặng thưởng:
• Huân chương Hồ Chí Minh,
• Huân chương Độc lập hạng Nhất,
• Huân chương Chiến thắng hạng Nhất,
• Huân chương Kháng chiến hạng Nhất,
• Huân chương Kháng chiến chống Mỹ cứu nước hạng Nhất,
• Huân chương Chiến sĩ vẻ vang (hạng Nhất, Nhì, Ba)…
• Tên ông đã được đặt cho một con đường, một trường tiểu học tại thành phố Hồ Chí Minh.